# アレグザンダー・リンジー (第7代クロフォード伯爵)
第7代クロフォード伯爵アレグザンダー・リンジー（英語: Alexander Lindsay, 7th Earl of Crawford、1443年頃 – 1517年5月）は、スコットランド貴族。

## 生涯
第4代クロフォード伯爵アレグザンダー・リンジーマーガレット・ダンバー（Margaret Dunbar、1498年と1500年の間に没、サー・デイヴィッド・ダンバーの娘）の次男として、1443年頃に生まれた。
1470年3月18日までに結婚して、2男2女をもうけた。妻をイソベル・キャンベル（Isobel Campbell）とする説と、イソベルの娘マーガレットとする説がある。
- デイヴィッド（1542年没） - 第8代クロフォード伯爵
- アレグザンダー（1509年3月4日以降没）
- マーガレット
- 娘 - ガーディン（Gardyn）氏と結婚

騎士爵に叙されており、1483年にアンガス州裁判所副判事(Sheriff Depute of Angus)を務めた。
1513年9月9日に兄デイヴィッド・リンジーの息子ジョンがフロドゥンの戦いで戦死すると、クロフォード伯爵位を継承した。同年に摂政マーガレット・テューダーが顧問官を4人任命したが、クロフォード伯爵がそのうちの1人だった。1515年、High Justiciary North of the Forthに任命された。
1517年5月にフィンヘイヴンで死去、息子デイヴィッドが爵位を継承した。